# Championship League 2015
Die Championship League 2015 war ein Snooker-Einladungsturnier im Rahmen der Snooker Main Tour der Saison 2014/15, welches im Zeitraum vom 5. Januar bis zum 12. Februar 2015 im Crondon Park Golf Club in Stock, Essex, England ausgetragen wurde. Es ist die insgesamt achte Auflage der Championship League. Titelverteidiger war der Engländer Judd Trump, der in Gruppe 3 als Vorletzter aus dem Turnier ausschied. Der Engländer Stuart Bingham konnte sich im Finale mit 3:2 gegen Mark Davis durchsetzen.
Im Verlauf des Turniers erzielten die beiden Engländer Barry Hawkins und David Gilbert ein offizielles Maximum Break. Am ersten Turniertag spielte Barry Hawkins das 111. offizielle Maximum Break in seinem Gruppenspiel gegen Stephen Maguire in Gruppe 1. Es war das sechste Maximum der Saison und das zweite von Hawkins. In Gruppe 7 konnte Gilbert am 10. Februar in seinem Match gegen den Chinesen Xiao Guodong sein erstes Maximum erzielen. Es war das insgesamt 114. offizielle und das neunte Maximum Break dieser Saison. In allen bisherigen Auflagen der Championship League wurde zuvor erst ein einziges Maximum Break gespielt.

## Preisgeld
Da es sich bei der Championship League um ein Einladungsturnier handelt, fließt das Preisgeld nicht in die Weltranglistenwertung ein. Insgesamt wurden von den für das Turnier ausgelobten 205.000 £ Gewinnprämie 180.100 £ ausgeschüttet.
| Gruppen 1–7                            | Preisgeld |
| -------------------------------------- | --------- |
| Sieger                                 | 3.000 £   |
| Finalist                               | 2.000 £   |
| Halbfinalist                           | 1.000 £   |
| Prämie pro Framegewinn (K.-o.-Phase)   | 300 £     |
| Prämie pro Framegewinn (Gruppenspiele) | 100 £     |
| Höchstes Break                         | 500 £     |

| Winners’ Group                         | Preisgeld |
| -------------------------------------- | --------- |
| Turniersieger                          | 10.000 £  |
| Finalist                               | 5.000 £   |
| Halbfinalist                           | 3.000 £   |
| Prämie pro Framegewinn (K.-o.-Phase)   | 300 £     |
| Prämie pro Framegewinn (Gruppenspiele) | 200 £     |
| Höchstes Break                         | 1.000 £   |

## Gruppen 1–7
In jeder der sieben Gruppen treten sieben Spieler im Round-Robin-Modus gegeneinander an. Die ersten vier Spieler jeder Gruppe qualifizieren sich für eine K.-o.-Phase, in welcher der Gruppensieger bestimmt wird. Dieser qualifiziert sich für die abschließende Winners’ Group. In der K.-o.-Phase unterlegene Spieler sowie der auf Rang 5 platzierte spieler treten in der folgenden Gruppe wieder an. Die beiden Gruppenletzten scheiden aus dem Turnier aus.

### Gruppe 1
Die Spiele der ersten Gruppe fanden am 5. und 6. Januar 2015 statt. Shaun Murphy war ursprünglich für die erste Gruppe gesetzt, musste allerdings kurzfristig vom Turnier zurücktreten. Für ihn rückte der Engländer Mark King nach, der allerdings in der Gruppenphase als sechster ausschied.

#### Gruppenspiele
Stuart Bingham dominierte die Gruppe mit fünf Siegen in sechs Partien und überzeugte mit sicherem Lochspiel. Barry Hawkins gelang bei seinem 3:0-Erfolg über Stephen Maguire das zweite offizielle Maximum Break seiner Karriere. Mit vier Punkten sicherte er sich hinter dem Weltranglistenersten Neil Robertson den Einzug ins Halbfinale. Vorjahressieger Judd Trump war nach dem ersten Turniertag mit drei Niederlagen Tabellenletzter, konnte sich allerdings mit zwei Siegen ins Halbfinale retten. Marco Fu qualifiziert sich als fünfter für Gruppe 2. Insgesamt belegten vier Spieler punktgleich die Plätze vier bis sieben, sodass die Platzierungen durch die Anzahl der gewonnenen Frames entschieden wurden.
| 1 | Barry Hawkins   | 1:3 | Mark King       | 8  | Barry Hawkins  | 2:3 | Stuart Bingham  | 15 | Marco Fu       | 3:1 | Stephen Maguire |
| 2 | Stuart Bingham  | 3:1 | Marco Fu        | 9  | Mark King      | 3:1 | Marco Fu        | 16 | Stuart Bingham | 3:1 | Neil Robertson  |
| 3 | Judd Trump      | 2:3 | Neil Robertson  | 10 | Judd Trump     | 1:3 | Stephen Maguire | 17 | Mark King      | 0:3 | Stephen Maguire |
| 4 | Stephen Maguire | 0:3 | Barry Hawkins   | 11 | Stuart Bingham | 3:0 | Stephen Maguire | 18 | Barry Hawkins  | 3:2 | Judd Trump      |
| 5 | Mark King       | 2:3 | Stuart Bingham  | 12 | Neil Robertson | 3:1 | Marco Fu        | 19 | Stuart Bingham | 0:3 | Judd Trump      |
| 6 | Marco Fu        | 3:2 | Judd Trump      | 13 | Barry Hawkins  | 3:2 | Neil Robertson  | 20 | Mark King      | 1:3 | Neil Robertson  |
| 7 | Neil Robertson  | 3:1 | Stephen Maguire | 14 | Mark King      | 1:3 | Judd Trump      | 21 | Barry Hawkins  | 3:2 | Marco Fu        |

#### Tabelle
| Pos. | Spieler         | Gegner | Gegner | Gegner | Gegner | Gegner | Gegner | Gegner | Partien | Frames | Punkte | Preisgeld NB  |
| ---- | --------------- | ------ | ------ | ------ | ------ | ------ | ------ | ------ | ------- | ------ | ------ | ------------- |
| Pos. | Spieler         | BIN    | ROB    | HAW    | TRU    | FU     | KIN    | MAG    | Partien | Frames | Punkte | Preisgeld NB  |
| 1    | Stuart Bingham  |        | 3      | 3      | 0      | 3      | 3      | 3      | 5:1     | 15:90  | 5      | 4.700 £       |
| 2    | Neil Robertson  | 1      |        | 2      | 3      | 3      | 3      | 3      | 4:2     | 15:11  | 4      | 2.800 £       |
| 3    | Barry Hawkins   | 2      | 3      |        | 3      | 3      | 1      | 3      | 4:2     | 15:12  | 4      | HB 6.800 £ HB |
| 4    | Judd Trump      | 3      | 2      | 2      |        | 2      | 3      | 1      | 2:4     | 13:13  | 2      | 2.900 £       |
| 5    | Marco Fu        | 1      | 1      | 2      | 3      |        | 1      | 3      | 2:4     | 11:15  | 2      | 1.100 £       |
| 6    | Mark King       | 2      | 1      | 3      | 1      | 3      |        | 0      | 2:4     | 10:14  | 2      | 1.000 £       |
| 7    | Stephen Maguire | 0      | 1      | 0      | 3      | 1      | 3      |        | 2:4     | 08:13  | 2      | 0.800 £       |

|  | Qualifikation für das Halbfinale der Gruppe 1 |
|  | Qualifikation für Gruppe 2                    |

#### K.-o.-Phase
Im ersten Halbfinale trafen Gruppensieger Stuart Bingham und Judd Trump aufeinander. Trump, dem als einziger Spieler ein Sieg gegen Bingham in der Gruppenphase gelungen war, unterlag diesmal knapp mit 2:3. Im zweiten Spiel triumphierte Barry Hawkins erneut gegen den Australier Neil Robertson mit 3:1. Im Finale setzte sich Hawkins gegen Bingham nach starken Breaks von 67, 110 und 66 Punkten durch. Das höchste Break der Partie gelang Bingham mit einer 134, welches für den zwischenzeitlichen Ausgleich zum 1:1 sorgte. Damit zog Hawkins als erster Spieler des Turniers in die Winners’ Group ein, Bingham und Trump erreichten den Einzug in Gruppe 2 zusammen mit Marco Fu und dem Engländer Matthew Selt, welcher kurzfristig für Neil Robertson ins Turnier nachgerückt war.
|  | Halbfinale Best of 5 Frames | Halbfinale Best of 5 Frames | Halbfinale Best of 5 Frames |  |  | Finale Best of 5 Frames | Finale Best of 5 Frames | Finale Best of 5 Frames |
|  |                             |                             |                             |  |  |                         |                         |                         |
|  |                             |                             |                             |  |  |                         |                         |                         |
|  | 1                           | Stuart Bingham              | 3                           |  |  |                         |                         |                         |
|  | 4                           | Judd Trump                  | 2                           |  |  |                         |                         |                         |
|  |                             |                             |                             |  |  | 1                       | Stuart Bingham          | 1                       |
|  |                             |                             |                             |  |  | 3                       | Barry Hawkins           | 3                       |
|  | 2                           | Neil Robertson              | 1                           |  |  |                         |                         |                         |
|  | 3                           | Barry Hawkins               | 3                           |  |  |                         |                         |                         |
|  |                             |                             |                             |  |  |                         |                         |                         |

### Gruppe 2
Die Spiele der Gruppe 2 wurden zwischen dem 7. und 8. Januar 2015 ausgetragen. Gesetzt waren die drei Engländer Ali Carter, Robert Milkins und Michael Holt. Die übrigen vier Plätze belegten Stuart Bingham, Judd Trump, Marco Fu und Nachrücker Matthew Selt.

#### Gruppenspiele
Nach dem verpatzten ersten Spieltag in Gruppe 1 gelangen Judd Trump nun drei Siege zum Auftakt in Gruppe 2. Der Engländer spielte gleich drei Century Breaks von 104 und zweimal 100 Punkten. Auch Marco Fu sicherte sich eine gute Ausgangsposition mit drei Siegen gegen Ali Carter, Matthew Selt und Robert Milkins. Den ersten Platz in der Gruppenphase holte sich Carter mit vier Punkten und sechzehn gewonnenen Frames vor Trump und Fu, die ebenfalls mit vier Punkten die Plätze drei und vier belegten. Matthew Selt sicherte sich als vierter Spieler einen Platz für das Halbfinale der Gruppe 2. Stuart Bingham, der in Gruppe 1 mit starken Leistungen überzeugt hatte, erreichte diesmal nur den fünften Platz, qualifizierte sich aber noch knapp für Gruppe 3.
| 1 | Stuart Bingham | 3:2 | Matthew Selt   | 8  | Stuart Bingham | 1:3 | Judd Trump     | 15 | Marco Fu       | 3:0 | Michael Holt   |
| 2 | Judd Trump     | 3:0 | Marco Fu       | 9  | Matthew Selt   | 2:3 | Marco Fu       | 16 | Judd Trump     | 3:1 | Robert Milkins |
| 3 | Ali Carter     | 3:1 | Robert Milkins | 10 | Ali Carter     | 3:1 | Michael Holt   | 17 | Matthew Selt   | 1:3 | Michael Holt   |
| 4 | Michael Holt   | 3:2 | Stuart Bingham | 11 | Judd Trump     | 3:0 | Michael Holt   | 18 | Stuart Bingham | 1:3 | Ali Carter     |
| 5 | Matthew Selt   | 3:2 | Judd Trump     | 12 | Robert Milkins | 0:3 | Marco Fu       | 19 | Judd Trump     | 1:3 | Ali Carter     |
| 6 | Marco Fu       | 3:2 | Ali Carter     | 13 | Stuart Bingham | 2:3 | Robert Milkins | 20 | Matthew Selt   | 3:2 | Robert Milkins |
| 7 | Robert Milkins | 3:2 | Michael Holt   | 14 | Matthew Selt   | 3:2 | Ali Carter     | 21 | Stuart Bingham | 3:2 | Marco Fu       |

#### Tabelle
| Pos. | Spieler        | Gegner | Gegner | Gegner | Gegner | Gegner | Gegner | Gegner | Partien | Frames | Punkte | Preisgeld NB  |
| ---- | -------------- | ------ | ------ | ------ | ------ | ------ | ------ | ------ | ------- | ------ | ------ | ------------- |
| Pos. | Spieler        | CAR    | TRU    | FU     | SEL    | BIN    | MIL    | HOL    | Partien | Frames | Punkte | Preisgeld NB  |
| 1    | Ali Carter     |        | 3      | 2      | 2      | 3      | 3      | 3      | 4:2     | 16:10  | 4      | HB 3.700 £ HB |
| 2    | Judd Trump     | 1      |        | 3      | 2      | 3      | 3      | 3      | 4:2     | 15:80  | 4      | 5.000 £       |
| 3    | Marco Fu       | 3      | 0      |        | 3      | 2      | 3      | 3      | 4:2     | 14:10  | 4      | 2.400 £       |
| 4    | Matthew Selt   | 3      | 3      | 2      |        | 2      | 3      | 1      | 3:3     | 14:15  | 3      | 6.200 £       |
| 5    | Stuart Bingham | 1      | 1      | 3      | 3      |        | 2      | 2      | 2:4     | 12:16  | 2      | 1.200 £       |
| 6    | Robert Milkins | 1      | 1      | 0      | 2      | 3      |        | 3      | 2:4     | 10:16  | 2      | 1.000 £       |
| 7    | Michael Holt   | 1      | 0      | 0      | 3      | 3      | 2      |        | 2:4     | 09:15  | 2      | 0.900 £       |

|  | Qualifikation für das Halbfinale der Gruppe 2 |
|  | Qualifikation für Gruppe 3                    |

#### K.-o.-Phase
Im Halbfinale und auch im Finale der Gruppe 2 wiederholten sich die Ergebnisse aus der Gruppenphase. Matthew Selt setzte sich knapp mit 3:2 gegen Ali Carter durch, der damit seine Chance, Judd Trump in der ewigen Preisgeldliste der Championship League zu überholen, verpasste. Trump gewann klar mit 3:0 gegen Marco Fu, musste sich aber im Finale dem Engländer Matthew Selt mit 2:3 geschlagen geben. Selt, der durch den kurzfristigen Rücktritt von Neil Robertson ins Turnier nachgerückt war, nutzte seine Chance und zog gleich bei seiner Turnierpremiere in die Winners’ Group ein. Carter, Trump und Fu qualifizierten sich für Gruppe 3.
|  | Halbfinale Best of 5 Frames | Halbfinale Best of 5 Frames | Halbfinale Best of 5 Frames |  |  | Finale Best of 5 Frames | Finale Best of 5 Frames | Finale Best of 5 Frames |
|  |                             |                             |                             |  |  |                         |                         |                         |
|  |                             |                             |                             |  |  |                         |                         |                         |
|  | 1                           | Ali Carter                  | 2                           |  |  |                         |                         |                         |
|  | 4                           | Matthew Selt                | 3                           |  |  |                         |                         |                         |
|  |                             |                             |                             |  |  | 4                       | Matthew Selt            | 3                       |
|  |                             |                             |                             |  |  | 2                       | Judd Trump              | 2                       |
|  | 2                           | Judd Trump                  | 3                           |  |  |                         |                         |                         |
|  | 3                           | Marco Fu                    | 0                           |  |  |                         |                         |                         |
|  |                             |                             |                             |  |  |                         |                         |                         |

### Gruppe 3
Die Partien der Gruppe 3 fanden vom 19. bis zum 20. Januar 2015 statt. Ricky Walden, Ryan Day und Mark Davis waren in dieser Gruppe gesetzt. Da Walden kurzfristig vom Turnier zurückgetreten war, rückte Peter Ebdon, der eigentlich erst in Gruppe 6 starten sollte, für ihn nach. Die Plätze eins bis vier sicherten sich Judd Trump, Ali Carter, Marco Fu und Stuart Bingham.

#### Gruppenspiele
Nach seinen durchwachsenen Leistungen in Gruppe 2 überzeugte Stuart Bingham erneut mit drei Siegen und eroberte Platz eins am ersten Tag der Gruppenphase. Judd Trump gewann zwar zum Auftakt mit zwei Partien und spielte zusammen mit Peter Ebdon das höchste Break der Gruppe von 137 Punkten, verlor am zweiten Tag jedoch alle Partien und schied als Vorletzter aus dem Turnier aus. Auch Marco Fu konnte nicht an seine Leistungen anknüpfen und belegte mit zwei Punkten den letzten Platz. Platz eins sicherte sich der Waliser Ryan Day mit vier Punkten vor Bingham und Ali Carter. Nachrücker Peter Ebdon verpasste knapp den Einzug ins Halbfinale hinter Mark Davis, qualifizierte sich aber noch für Gruppe 4. Beide Spieler waren punktgleich und hatten ein identisches Frameverhältnis von 12:11, sodass die Platzierungen über den direkten Vergleich entschieden wurden, welchen Davis mit 3:1 gewann.
| 1 | Judd Trump     | 3:2 | Ali Carter     | 8  | Judd Trump  | 2:3 | Marco Fu       | 15 | Stuart Bingham | 1:3 | Mark Davis     |
| 2 | Marco Fu       | 3:1 | Stuart Bingham | 9  | Ali Carter  | 1:3 | Stuart Bingham | 16 | Marco Fu       | 0:3 | Peter Ebdon    |
| 3 | Ryan Day       | 3:1 | Peter Ebdon    | 10 | Ryan Day    | 3:1 | Mark Davis     | 17 | Ali Carter     | 3:1 | Mark Davis     |
| 4 | Mark Davis     | 1:3 | Judd Trump     | 11 | Marco Fu    | 0:3 | Mark Davis     | 18 | Judd Trump     | 2:3 | Ryan Day       |
| 5 | Ali Carter     | 3:2 | Marco Fu       | 12 | Peter Ebdon | 1:3 | Stuart Bingham | 19 | Marco Fu       | 1:3 | Ryan Day       |
| 6 | Stuart Bingham | 3:2 | Ryan Day       | 13 | Judd Trump  | 1:3 | Peter Ebdon    | 20 | Ali Carter     | 1:3 | Peter Ebdon    |
| 7 | Peter Ebdon    | 1:3 | Mark Davis     | 14 | Ali Carter  | 3:1 | Ryan Day       | 21 | Judd Trump     | 2:3 | Stuart Bingham |

#### Tabelle
| Pos. | Spieler        | Gegner | Gegner | Gegner | Gegner | Gegner | Gegner | Gegner | Partien | Frames | Punkte | Preisgeld NB  |
| ---- | -------------- | ------ | ------ | ------ | ------ | ------ | ------ | ------ | ------- | ------ | ------ | ------------- |
| Pos. | Spieler        | DAY    | BIN    | CAR    | DAV    | EBD    | TRU    | FU     | Partien | Frames | Punkte | Preisgeld NB  |
| 1    | Ryan Day       |        | 2      | 1      | 3      | 3      | 3      | 3      | 4:2     | 15:11  | 4      | 2.800 £       |
| 2    | Stuart Bingham | 3      |        | 3      | 1      | 3      | 3      | 1      | 4:2     | 14:12  | 4      | 2.400 £       |
| 3    | Ali Carter     | 3      | 1      |        | 3      | 1      | 2      | 3      | 3:3     | 13:13  | 3      | 6.100 £       |
| 4    | Mark Davis     | 1      | 3      | 1      |        | 3      | 1      | 3      | 3:3     | 12:11  | 3      | 4.400 £       |
| 5    | Peter Ebdon    | 1      | 1      | 3      | 1      |        | 3      | 3      | 3:3     | 12:11  | 3      | HB 1.450 £ HB |
| 6    | Judd Trump     | 2      | 2      | 3      | 3      | 1      |        | 2      | 2:4     | 13:15  | 2      | HB 1.550 £ HB |
| 7    | Marco Fu       | 1      | 3      | 2      | 0      | 0      | 3      |        | 2:4     | 09:15  | 2      | 0.900 £       |

|  | Qualifikation für das Halbfinale der Gruppe 3 |
|  | Qualifikation für Gruppe 4                    |

#### K.-o.-Phase
Im ersten Halbfinale konnte sich Mark Davis mit 3:1 gegen den Gruppenersten, Ryan Day, durchsetzen. Ali Carter bezwang den zuvor starken Stuart Bingham mit einem glatten 3:0. Im Finale setzte sich Carter gegen Davis nach einem 0:1-Rückstand mit 3:1 durch und überzeugte dabei mit hohen Breaks von 129, 55 und 72 Punkten. Damit qualifizierte sich der Engländer als dritter Spieler für die Winners’ Group. Davis, Bingham und Day gelang der Einzug in Gruppe 4.
|  | Halbfinale Best of 5 Frames | Halbfinale Best of 5 Frames | Halbfinale Best of 5 Frames |  |  | Finale Best of 5 Frames | Finale Best of 5 Frames | Finale Best of 5 Frames |
|  |                             |                             |                             |  |  |                         |                         |                         |
|  |                             |                             |                             |  |  |                         |                         |                         |
|  | 1                           | Ryan Day                    | 1                           |  |  |                         |                         |                         |
|  | 4                           | Mark Davis                  | 3                           |  |  |                         |                         |                         |
|  |                             |                             |                             |  |  | 4                       | Mark Davis              | 1                       |
|  |                             |                             |                             |  |  | 3                       | Ali Carter              | 3                       |
|  | 2                           | Stuart Bingham              | 0                           |  |  |                         |                         |                         |
|  | 3                           | Ali Carter                  | 3                           |  |  |                         |                         |                         |
|  |                             |                             |                             |  |  |                         |                         |                         |

### Gruppe 4
Die Spiele der vierten Gruppe wurden am 21. und 22. Januar 2015 ausgetragen. Die gesetzten Spieler waren Martin Gould und die beiden Waliser Matthew Stevens und Michael White. Gould verzichtete auf eine Teilnahme, weshalb David Gilbert für ihn ins Turnier nachrückte. Aus Gruppe 3 kamen Mark Davis, Ryan Day, Stuart Bingham und Peter Ebdon dazu.

#### Gruppenspiele
Am ersten Spieltag der Gruppe 4 glänzte Peter Ebdon mit drei 3:0 Siegen und eroberte vor dem Waliser Michael White, der ebenfalls drei Partien gewann, den ersten Platz. Am zweiten Tag holte Stuart Bingham auf und schob sich zwischen die beiden Spitzenreiter. Nachrücker David Gilbert verpasste hinter Mark Davis knapp das Halbfinale, erreichte mit dem fünften Platz aber den Einzug in Gruppe 5. Die beiden Waliser Ryan Day und Matthew Stevens schieden mit zwei bzw. einem Punkt aus dem Turnier aus, wobei Stevens mit einer 131 das höchste Break der Gruppe gelang (zusammen mit Mark Davis).
| 1 | Mark Davis      | 1:3 | Ryan Day        | 8  | Mark Davis      | 2:3 | Stuart Bingham  | 15 | Peter Ebdon    | 3:1 | Michael White   |
| 2 | Stuart Bingham  | 0:3 | Peter Ebdon     | 9  | Ryan Day        | 0:3 | Peter Ebdon     | 16 | Stuart Bingham | 3:1 | Matthew Stevens |
| 3 | David Gilbert   | 3:2 | Matthew Stevens | 10 | David Gilbert   | 1:3 | Michael White   | 17 | Ryan Day       | 2:3 | Michael White   |
| 4 | Michael White   | 0:3 | Mark Davis      | 11 | Stuart Bingham  | 2:3 | Michael White   | 18 | Mark Davis     | 1:3 | David Gilbert   |
| 5 | Ryan Day        | 2:3 | Stuart Bingham  | 12 | Matthew Stevens | 3:1 | Peter Ebdon     | 19 | Stuart Bingham | 3:1 | David Gilbert   |
| 6 | Peter Ebdon     | 3:0 | David Gilbert   | 13 | Mark Davis      | 3:2 | Matthew Stevens | 20 | Ryan Day       | 3:1 | Matthew Stevens |
| 7 | Matthew Stevens | 2:3 | Michael White   | 14 | Ryan Day        | 0:3 | David Gilbert   | 21 | Mark Davis     | 3:2 | Peter Ebdon     |

#### Tabelle
| Pos. | Spieler         | Gegner | Gegner | Gegner | Gegner | Gegner | Gegner | Gegner | Partien | Frames | Punkte | Preisgeld NB  |
| ---- | --------------- | ------ | ------ | ------ | ------ | ------ | ------ | ------ | ------- | ------ | ------ | ------------- |
| Pos. | Spieler         | EBD    | BIN    | WHI    | DAV    | GIL    | DAY    | STE    | Partien | Frames | Punkte | Preisgeld NB  |
| 1    | Peter Ebdon     |        | 3      | 3      | 2      | 3      | 3      | 1      | 4:2     | 15:70  | 4      | 2.800 £       |
| 2    | Stuart Bingham  | 0      |        | 2      | 3      | 3      | 3      | 3      | 4:2     | 14:12  | 4      | 6.200 £       |
| 3    | Michael White   | 1      | 3      |        | 0      | 3      | 3      | 3      | 4:2     | 13:13  | 4      | 2.300 £       |
| 4    | Mark Davis      | 3      | 2      | 3      |        | 1      | 1      | 3      | 3:3     | 13:13  | 3      | HB 4.750 £ HB |
| 5    | David Gilbert   | 0      | 1      | 1      | 3      |        | 3      | 3      | 3:3     | 11:12  | 3      | 1.100 £       |
| 6    | Ryan Day        | 0      | 2      | 2      | 0      | 3      |        | 3      | 2:4     | 10:14  | 2      | 1.000 £       |
| 7    | Matthew Stevens | 3      | 1      | 2      | 2      | 2      | 1      |        | 1:5     | 11:16  | 1      | HB 1.350 £ HB |

|  | Qualifikation für das Halbfinale der Gruppe 4 |
|  | Qualifikation für Gruppe 5                    |

#### K.-o.-Phase
Im Halbfinale unterlag Gruppenerster, Peter Ebdon, nach einem langen Match seinem Landsmann Mark Davis mit 1:3, womit sich Davis zum zweiten Mal hintereinander für ein Gruppenfinale qualifizierte. Stuart Bingham setzte sich mit einem souveränen 3:0 gegen den Waliser Michael White durch und krönte seine starken Turnierleistungen mit einem 3:1 Gruppensieg gegen Mark Davis. Damit qualifizierte sich Bingham im vierten Anlauf für die Winners’ Group, während sich Davis, Ebdon und White ihren Platz in Gruppe 5 sicherten.
|  | Halbfinale Best of 5 Frames | Halbfinale Best of 5 Frames | Halbfinale Best of 5 Frames |  |  | Finale Best of 5 Frames | Finale Best of 5 Frames | Finale Best of 5 Frames |
|  |                             |                             |                             |  |  |                         |                         |                         |
|  |                             |                             |                             |  |  |                         |                         |                         |
|  | 1                           | Peter Ebdon                 | 1                           |  |  |                         |                         |                         |
|  | 4                           | Mark Davis                  | 3                           |  |  |                         |                         |                         |
|  |                             |                             |                             |  |  | 4                       | Mark Davis              | 1                       |
|  |                             |                             |                             |  |  | 2                       | Stuart Bingham          | 3                       |
|  | 2                           | Stuart Bingham              | 3                           |  |  |                         |                         |                         |
|  | 3                           | Michael White               | 0                           |  |  |                         |                         |                         |
|  |                             |                             |                             |  |  |                         |                         |                         |

### Gruppe 5
Die Partien der Gruppe 5 fanden am 26. und 27. Januar 2015 statt. Mit dabei waren Ronnie O’Sullivan, Liang Wenbo und Fergal O’Brien sowie die zweit- bis fünftplatzierten der Gruppe 4, Mark Davis, Peter Ebdon, Michael White und David Gilbert.

#### Gruppenspiele
Sowohl Ronnie O’Sullivan als auch Mark Davis konnten jeweils fünf Spiele gewinnen und sich somit sicher für die K. o.-Phase qualifizieren. O’Sullivan konnte das Match gegen O’Brien in 22 Minuten, mit zwei Century Breaks (128 und 101) sowie einer 97, 3:0 für sich entscheiden Außerdem konnten sich David Gilbert und der Ire Fergal O’Brien qualifizieren. Peter Ebdon erreichte Gruppe 6, aufgrund des besseren Frameverhältnises vor Michael White, der in seinem Match gegen Ebdon mit einer 139 das höchste Break der Gruppe erzielte.
| 1 | Mark Davis        | 3:1 | Peter Ebdon       | 8  | Mark Davis        | 3:1 | Michael White     | 15 | David Gilbert | 2:3 | Fergal O’Brien    |
| 2 | Michael White     | 2:3 | David Gilbert     | 9  | Peter Ebdon       | 2:3 | David Gilbert     | 16 | Michael White | 3:2 | Liang Wenbo       |
| 3 | Ronnie O’Sullivan | 3:2 | Liang Wenbo       | 10 | Ronnie O’Sullivan | 3:0 | Fergal O’Brien    | 17 | Peter Ebdon   | 3:1 | Fergal O’Brien    |
| 4 | Fergal O’Brien    | 1:3 | Mark Davis        | 11 | Michael White     | 0:3 | Fergal O’Brien    | 18 | Mark Davis    | 1:3 | Ronnie O’Sullivan |
| 5 | Peter Ebdon       | 0:3 | Michael White     | 12 | Liang Wenbo       | 0:3 | David Gilbert     | 19 | Michael White | 0:3 | Ronnie O’Sullivan |
| 6 | David Gilbert     | 0:3 | Ronnie O’Sullivan | 13 | Mark Davis        | 3:0 | Liang Wenbo       | 20 | Peter Ebdon   | 2:3 | Liang Wenbo       |
| 7 | Liang Wenbo       | 1:3 | Fergal O’Brien    | 14 | Peter Ebdon       | 3:2 | Ronnie O’Sullivan | 21 | Mark Davis    | 3:2 | David Gilbert     |

#### Tabelle
| Pos. | Spieler           | Gegner | Gegner | Gegner | Gegner | Gegner | Gegner | Gegner | Partien | Frames | Punkte | Preisgeld NB  |
| ---- | ----------------- | ------ | ------ | ------ | ------ | ------ | ------ | ------ | ------- | ------ | ------ | ------------- |
| Pos. | Spieler           | SUL    | DAV    | GIL    | BRI    | EBD    | WHI    | WEN    | Partien | Frames | Punkte | Preisgeld NB  |
| 1    | Ronnie O’Sullivan |        | 3      | 3      | 3      | 2      | 3      | 3      | 5:1     | 17:60  | 5      | 5.200 £       |
| 2    | Mark Davis        | 1      |        | 3      | 3      | 3      | 3      | 3      | 5:1     | 16:80  | 5      | 6.400 £       |
| 3    | David Gilbert     | 0      | 2      |        | 2      | 3      | 3      | 3      | 3:3     | 13:13  | 3      | 2.600 £       |
| 4    | Fergal O’Brien    | 0      | 1      | 3      |        | 1      | 3      | 3      | 3:3     | 11:12  | 3      | 2.700 £       |
| 5    | Peter Ebdon       | 3      | 1      | 2      | 3      |        | 0      | 2      | 2:4     | 11:15  | 2      | 1.100 £       |
| 6    | Michael White     | 0      | 1      | 2      | 0      | 3      |        | 3      | 2:4     | 09:14  | 2      | HB 1.400 £ HB |
| 7    | Liang Wenbo       | 2      | 0      | 0      | 1      | 3      | 2      |        | 1:5     | 08:17  | 1      | 0.800 £       |

|  | Qualifikation für das Halbfinale der Gruppe 5 |
|  | Qualifikation für Gruppe 6                    |

#### K.-o.-Phase
In den Halbfinals konnten sich Ronnie O’Sullivan und Mark Davis durchsetzen und bestätigten ihre Ergebnisse aus der Gruppenphase gegen Fergal O’Brien und David Gilbert. Davis konnte sich mit einer 3:2 gegen O’Sullivan für Niederlage in der Gruppenphase revanchieren und erreichte somit die Winners’ Group.
|  | Halbfinale Best of 5 Frames | Halbfinale Best of 5 Frames | Halbfinale Best of 5 Frames |  |  | Finale Best of 5 Frames | Finale Best of 5 Frames | Finale Best of 5 Frames |
|  |                             |                             |                             |  |  |                         |                         |                         |
|  |                             |                             |                             |  |  |                         |                         |                         |
|  | 1                           | Ronnie O’Sullivan           | 3                           |  |  |                         |                         |                         |
|  | 4                           | Fergal O’Brien              | 2                           |  |  |                         |                         |                         |
|  |                             |                             |                             |  |  | 1                       | Ronnie O’Sullivan       | 2                       |
|  |                             |                             |                             |  |  | 2                       | Mark Davis              | 3                       |
|  | 2                           | Mark Davis                  | 3                           |  |  |                         |                         |                         |
|  | 3                           | David Gilbert               | 1                           |  |  |                         |                         |                         |
|  |                             |                             |                             |  |  |                         |                         |                         |

### Gruppe 6
Für die Spiele der Gruppe 6, die am 28. und 29. Januar 2015 stattfanden, sind Dominic Dale Rod Lawler und der Norweger Kurt Maflin gesetzt. Aus Gruppe 5 qualifizierten sich David Gilbert, Fergal O’Brien, Peter Ebdon und Ronnie O’Sullivan. Allerdings trat O’Sullivan nicht an und wurde durch Ben Woollaston ersetzt.

#### Gruppenspiele
David Gilbert konnte sich nach dem fünften Platz in Gruppe 4 und dem dritten Platz in Gruppe 5 diesmal auf Position 1 platzieren. Bei der vierten Teilnahme in der Gruppenphase konnte sich Peter Ebdon zum dritten Mal für die K. o.-Phase qualifizieren. Daneben erreichten noch Dominic Dale und Ben Woollaston die K. o.-Phase. Fergal O’Brien erreicht durch den fünften Platz Gruppe 7.
| 1 | Ben Woollaston | 0:3 | David Gilbert  | 8  | Ben Woollaston | 0:3 | Fergal O’Brien | 15 | Peter Ebdon    | 3:1 | Kurt Maflin  |
| 2 | Fergal O’Brien | 3:1 | Peter Ebdon    | 9  | David Gilbert  | 1:3 | Peter Ebdon    | 16 | Fergal O’Brien | 2:3 | Rod Lawler   |
| 3 | Dominic Dale   | 3:0 | Rod Lawler     | 10 | Dominic Dale   | 3:1 | Kurt Maflin    | 17 | David Gilbert  | 3:2 | Kurt Maflin  |
| 4 | Kurt Maflin    | 0:3 | Ben Woollaston | 11 | Fergal O’Brien | 3:0 | Kurt Maflin    | 18 | Ben Woollaston | 2:3 | Dominic Dale |
| 5 | David Gilbert  | 3:0 | Fergal O’Brien | 12 | Rod Lawler     | 2:3 | Peter Ebdon    | 19 | Fergal O’Brien | 0:3 | Dominic Dale |
| 6 | Peter Ebdon    | 3:0 | Dominic Dale   | 13 | Ben Woollaston | 3:0 | Rod Lawler     | 20 | David Gilbert  | 1:3 | Rod Lawler   |
| 7 | Rod Lawler     | 0:3 | Kurt Maflin    | 14 | David Gilbert  | 3:1 | Dominic Dale   | 21 | Ben Woollaston | 3:0 | Peter Ebdon  |

#### Tabelle
| Pos. | Spieler        | Gegner | Gegner | Gegner | Gegner | Gegner | Gegner | Gegner | Partien | Frames | Punkte | Preisgeld NB  |
| ---- | -------------- | ------ | ------ | ------ | ------ | ------ | ------ | ------ | ------- | ------ | ------ | ------------- |
| Pos. | Spieler        | GIL    | DAL    | EBD    | WOO    | BRI    | LAW    | MAF    | Partien | Frames | Punkte | Preisgeld NB  |
| 1    | David Gilbert  |        | 3      | 1      | 3      | 3      | 1      | 3      | 4:2     | 14:90  | 4      | 2.700 £       |
| 2    | Dominic Dale   | 1      |        | 0      | 3      | 3      | 3      | 3      | 4:2     | 13:90  | 4      | HB 3.100 £ HB |
| 3    | Peter Ebdon    | 3      | 3      |        | 0      | 1      | 3      | 3      | 4:2     | 13:10  | 4      | 4.200 £       |
| 4    | Ben Woollaston | 0      | 2      | 3      |        | 0      | 3      | 3      | 3:3     | 11:90  | 3      | 5.900 £       |
| 5    | Fergal O’Brien | 0      | 0      | 3      | 3      |        | 2      | 3      | 3:3     | 11:10  | 3      | 1.100 £       |
| 6    | Rod Lawler     | 3      | 0      | 2      | 0      | 3      |        | 0      | 2:4     | 08:15  | 2      | 0.800 £       |
| 7    | Kurt Maflin    | 2      | 1      | 1      | 0      | 0      | 3      |        | 1:5     | 07:15  | 1      | 0.700 £       |

|  | Qualifikation für das Halbfinale der Gruppe 6 |
|  | Qualifikation für Gruppe 7                    |

#### K.-o.-Phase
In den Halbfinalen trafen Ben Woollaston auf David Gilbert und Peter Ebdon auf Dominic Dale. Woollaston konnte sich für den whitewash in der Gruppe revanchieren und zog mit 3:1 ins Finale ein. Im zweiten Halbfinale konnte Peter Ebdon, nach dem 3:0 in der Gruppe, mit 3:1 gegen Gilbert gewinnen. Im Finale setzt sich schließlich erneut Ben Woollaston gegen Peter Ebdon mit 3:0 durch und konnte seine Chance als Nachrücker gleich zur Qualifikation für die Winners’ Group realisieren.
|  | Halbfinale Best of 5 Frames | Halbfinale Best of 5 Frames | Halbfinale Best of 5 Frames |  |  | Finale Best of 5 Frames | Finale Best of 5 Frames | Finale Best of 5 Frames |
|  |                             |                             |                             |  |  |                         |                         |                         |
|  |                             |                             |                             |  |  |                         |                         |                         |
|  | 1                           | David Gilbert               | 1                           |  |  |                         |                         |                         |
|  | 4                           | Ben Woollaston              | 3                           |  |  |                         |                         |                         |
|  |                             |                             |                             |  |  | 4                       | Ben Woollaston          | 3                       |
|  |                             |                             |                             |  |  | 3                       | Peter Ebdon             | 0                       |
|  | 2                           | Dominic Dale                | 1                           |  |  |                         |                         |                         |
|  | 3                           | Peter Ebdon                 | 3                           |  |  |                         |                         |                         |
|  |                             |                             |                             |  |  |                         |                         |                         |

### Gruppe 7
Mit den am 9. und 10. Februar gespielten Partien der Gruppe 7 endete die Qualifikationsmöglichkeit für die Winners’ Group des Turniers. Die gesetzten Spieler sind der Schotte John Higgins, Xiao Guodong und Mark Williams. Aus Gruppe 6 qualifizierten sich David Gilbert, Dominic Dale, Peter Ebdon und Fergal O’Brien.

#### Gruppenspiele
David Gilbert konnte das gute Ergebnis aus Gruppe 6 bestätigen und sich mit fünf Siegen wieder auf Rang 1 für die K.-o.-Phase qualifizieren. Bei seiner 3:2-Niederlage gegen Xiao Guodong, der sich ebenfalls für die K.-o.-Phase qualifizieren konnte, spielte David Gilbert sein erstes offizielles Maximum Break. Neben diesen beiden erspielten sich Fergal O’Brien und Mark Williams einen Platz im Halbfinale. Im umkämpften vierten Frame, in dem insgesamt 82 Foulpunkte vergeben wurden, konnte sich Dominic Dale mit 94:84 durchsetzten. Dadurch konnte er zum 2:2 gegen David Gilber ausgleichen, musste sich dann aber im Entscheidungsframe geschlagen geben. Nach dem zweiten Platz in Gruppe 6 landete Dale in Gruppe 7 nur auf dem letzten Platz.
| 1 | Peter Ebdon    | 1:3 | David Gilbert  | 8  | Xiao Guodong  | 3:1 | Mark Williams  | 15 | Dominic Dale   | 0:3 | Xiao Guodong   |
| 2 | Dominic Dale   | 1:3 | Fergal O’Brien | 9  | David Gilbert | 3:2 | Fergal O’Brien | 16 | Fergal O’Brien | 2:3 | Mark Williams  |
| 3 | Mark Williams  | 3:0 | Peter Ebdon    | 10 | John Higgins  | 3:1 | Mark Williams  | 17 | David Gilbert  | 3:2 | Mark Williams  |
| 4 | John Higgins   | 2:3 | Xiao Guodong   | 11 | Xiao Guodong  | 2:3 | Fergal O’Brien | 18 | Peter Ebdon    | 3:0 | John Higgins   |
| 5 | David Gilbert  | 3:2 | Dominic Dale   | 12 | Dominic Dale  | 0:3 | Mark Williams  | 19 | David Gilbert  | 2:3 | Xiao Guodong   |
| 6 | Fergal O’Brien | 3:2 | John Higgins   | 13 | Peter Ebdon   | 3:1 | Xiao Guodong   | 20 | Dominic Dale   | 0:3 | John Higgins   |
| 7 | Peter Ebdon    | 3:1 | Dominic Dale   | 14 | David Gilbert | 3:0 | John Higgins   | 21 | Peter Ebdon    | 2:3 | Fergal O’Brien |

#### Tabelle
| Pos. | Spieler        | Gegner | Gegner | Gegner | Gegner | Gegner | Gegner | Gegner | Partien | Frames | Punkte | Preisgeld NB  |
| ---- | -------------- | ------ | ------ | ------ | ------ | ------ | ------ | ------ | ------- | ------ | ------ | ------------- |
| Pos. | Spieler        | GIL    | BRI    | XIA    | WIL    | EBD    | HIG    | DAL    | Partien | Frames | Punkte | Preisgeld NB  |
| 1    | David Gilbert  |        | 3      | 2      | 3      | 3      | 3      | 3      | 5:1     | 17:10  | 5      | HB 5.100 £ HB |
| 2    | Fergal O’Brien | 2      |        | 3      | 2      | 3      | 3      | 3      | 4:2     | 16:13  | 4      | 2.600 £       |
| 3    | Xiao Guodong   | 3      | 2      |        | 3      | 1      | 3      | 3      | 4:2     | 15:11  | 4      | 6.300 £       |
| 4    | Mark Williams  | 2      | 3      | 1      |        | 3      | 1      | 3      | 3:3     | 13:11  | 3      | 2.600 £       |
| 5    | Peter Ebdon    | 1      | 2      | 3      | 0      |        | 3      | 3      | 3:3     | 12:11  | 3      | 1.200 £       |
| 6    | John Higgins   | 0      | 2      | 2      | 3      | 0      |        | 3      | 2:4     | 10:13  | 2      | 1.000 £       |
| 7    | Dominic Dale   | 2      | 1      | 0      | 0      | 1      | 0      |        | 0:6     | 04:18  | 0      | 0.400 £       |

|  | Qualifikation für das Halbfinale der Gruppe 7 |

#### K.-o.-Phase
Beide Pendants der Halbfinals in der Gruppenphase gingen beide über die volle Distanz, die Halbfinals verliefen deutlicher. David Gilbert konnte sich erneut gegen Mark Williams und Xiao Guodong konnte, nach der Niederlage in der Gruppenphase, im anderen Halbfinale Fergal O’Brien klar mit 3:0 besiegen. Im Finale konnte sich Xiao, nach dem knappen 3:2 in der Gruppe, klar gegen Gilbert durchsetzten. Ihm gelang somit als einzigem Nicht-Engländer die Qualifikation für die Winners’ Group.
|  | Halbfinale Best of 5 Frames | Halbfinale Best of 5 Frames | Halbfinale Best of 5 Frames |  |  | Finale Best of 5 Frames | Finale Best of 5 Frames | Finale Best of 5 Frames |
|  |                             |                             |                             |  |  |                         |                         |                         |
|  |                             |                             |                             |  |  |                         |                         |                         |
|  | 1                           | David Gilbert               | 3                           |  |  |                         |                         |                         |
|  | 4                           | Mark Williams               | 1                           |  |  |                         |                         |                         |
|  |                             |                             |                             |  |  | 1                       | David Gilbert           | 0                       |
|  |                             |                             |                             |  |  | 3                       | Xiao Guodong            | 3                       |
|  | 2                           | Fergal O’Brien              | 0                           |  |  |                         |                         |                         |
|  | 3                           | Xiao Guodong                | 3                           |  |  |                         |                         |                         |
|  |                             |                             |                             |  |  |                         |                         |                         |

## Winners’ Group
Die Sieger der sieben Gruppen qualifizieren sich für die Gruppenphase der Winners’ Group und spielten im Round-Robin-Modus um den Einzug ins Halbfinale. Als einziger Nicht-Engländer konnte sich der Chinese Xiao Guodong für die Winners’ Group qualifizieren. Die weiteren Qualifikanten sind Barry Hawkins, Matthew Selt, Ali Carter, Stuart Bingham, Mark Davis und Ben Woollaston.

### Gruppenspiele
Höchstes Break in der Winners’ Group erzielte Matthew Selt mit einer 139 in seinem Match gegen Xiao Guodong. Mit jeweils vier Siegen konnten sich Selt und Mark Davis für die K.-o.-Phase qualifizieren. Die weiteren Finalisten waren Ben Woollaston und Stuart Bingham, die sich aufgrund des besseren Frameverhältnises vor Barry Hawkins platzieren konnten.
| 1 | Barry Hawkins  | 0:3 | Matthew Selt   | 8  | Ben Woollaston | 3:2 | Xiao Guodong   | 15 | Ali Carter     | 1:3 | Ben Woollaston |
| 2 | Ali Carter     | 3:1 | Stuart Bingham | 9  | Matthew Selt   | 1:3 | Stuart Bingham | 16 | Stuart Bingham | 0:3 | Xiao Guodong   |
| 3 | Xiao Guodong   | 3:1 | Barry Hawkins  | 10 | Mark Davis     | 3:0 | Xiao Guodong   | 17 | Matthew Selt   | 3:0 | Xiao Guodong   |
| 4 | Mark Davis     | 1:3 | Ben Woollaston | 11 | Ben Woollaston | 1:3 | Stuart Bingham | 18 | Barry Hawkins  | 3:0 | Mark Davis     |
| 5 | Matthew Selt   | 3:2 | Ali Carter     | 12 | Ali Carter     | 3:1 | Xiao Guodong   | 19 | Matthew Selt   | 3:2 | Ben Woollaston |
| 6 | Stuart Bingham | 1:3 | Mark Davis     | 13 | Barry Hawkins  | 3:2 | Ben Woollaston | 20 | Ali Carter     | 2:3 | Mark Davis     |
| 7 | Barry Hawkins  | 3:0 | Ali Carter     | 14 | Matthew Selt   | 1:3 | Mark Davis     | 21 | Barry Hawkins  | 0:3 | Stuart Bingham |

### Tabelle
| Pos. | Spieler        | Gegner | Gegner | Gegner | Gegner | Gegner | Gegner | Gegner | Partien | Frames | Punkte | Preisgeld NB   |
| ---- | -------------- | ------ | ------ | ------ | ------ | ------ | ------ | ------ | ------- | ------ | ------ | -------------- |
| Pos. | Spieler        | SEL    | DAV    | WOO    | BIN    | HAW    | CAR    | XIA    | Partien | Frames | Punkte | Preisgeld NB   |
| 1    | Matthew Selt   |        | 1      | 3      | 1      | 3      | 3      | 3      | 4:2     | 14:10  | 4      | HB0 7.100 £ HB |
| 2    | Mark Davis     | 3      |        | 1      | 3      | 0      | 2      | 3      | 4:2     | 13:10  | 4      | 09.100 £       |
| 3    | Ben Woollaston | 2      | 3      |        | 1      | 2      | 3      | 3      | 3:3     | 14:13  | 3      | 06.400 £       |
| 4    | Stuart Bingham | 3      | 1      | 3      |        | 3      | 1      | 0      | 3:3     | 11:11  | 3      | 14.000 £       |
| 5    | Barry Hawkins  | 0      | 3      | 3      | 0      |        | 3      | 1      | 3:3     | 10:11  | 3      | 02.000 £       |
| 6    | Ali Carter     | 2      | 3      | 1      | 3      | 0      |        | 3      | 2:4     | 11:14  | 2      | 02.200 £       |
| 7    | Xiao Guodong   | 0      | 0      | 2      | 3      | 3      | 1      |        | 2:4     | 09:13  | 2      | 01.800 £       |

|  | Qualifikation für das Halbfinale der Winners’ Group |

### K.-o.-Phase
In den Halbfinals konnten sich Stuart Bingham gegen Matthew Selt und Mark Davis gegen Ben Woollaston durchsetzen. Das Finale konnte Bingham für sich entscheiden. Nachdem er 1:2 gegen Davis zurücklag, konnte er mit einer 126, dem zweithöchsten Break der Winners’ Group, ausgleichen und einen Entscheidungsframe erzwingen, den er mit einer 79 gewann.
|  | Halbfinale Best of 5 Frames | Halbfinale Best of 5 Frames | Halbfinale Best of 5 Frames |  |  | Finale Best of 5 Frames | Finale Best of 5 Frames | Finale Best of 5 Frames |
|  |                             |                             |                             |  |  |                         |                         |                         |
|  |                             |                             |                             |  |  |                         |                         |                         |
|  | 1                           | Matthew Selt                | 1                           |  |  |                         |                         |                         |
|  | 4                           | Stuart Bingham              | 3                           |  |  |                         |                         |                         |
|  |                             |                             |                             |  |  | 4                       | Stuart Bingham          | 3                       |
|  |                             |                             |                             |  |  | 2                       | Mark Davis              | 2                       |
|  | 2                           | Mark Davis                  | 3                           |  |  |                         |                         |                         |
|  | 3                           | Ben Woollaston              | 2                           |  |  |                         |                         |                         |
|  |                             |                             |                             |  |  |                         |                         |                         |

| Finale: Best of 5 Frames Schiedsrichter/in: Brendan Moore Crondon Park Golf Club, Stock (Essex), England, 12. Februar 2015 |                |            |
| Stuart Bingham | 3:2            | Mark Davis |
| 84:1 (72), 7:86, 10:68, 126:2 (126), 79:0 (79)                                                                             |                |            |
| 126 | Höchstes Break | 43         |
| 1 | Century-Breaks | –          |
| 2 | 50+-Breaks     | –          |

## Century Breaks
Am ersten Turniertag gelang Barry Hawkins das 111. offizielle Maximum Break. Es war das zweite Maximum für den Engländer, das sechste der Saison und das erste des Jahres 2015. Am 10. Februar gelang auch noch David Gilbert in Gruppe 7 sein erstes und das insgesamt 114. offizielle Maximum. Dabei handelte es sich um das neunte Maximum Break der Saison. Nachdem Shaun Murphys im Vorjahr das erste Maximum in der Geschichte des Turniers erreicht hatte, waren dies also Nummer zwei und drei. Von den 27 Teilnehmern konnten 19 mindestens ein Break von 100 oder mehr Punkten erzielen. Insgesamt wurden 77 Century-Breaks gespielt.
| Barry Hawkins  | 147 1, 118, 110, 109, 105                        |
| David Gilbert  | 147 7, 113, 107, 103, 100 (2×)                   |
| Matthew Selt   | 139 W, 124, 116, 105                             |
| Michael White  | 139 5, 101                                       |
| Ali Carter     | 138 2, 110, 103, 102                             |
| Judd Trump     | 137 3, 136, 125, 105, 104, 103, 100 (2×)         |
| Peter Ebdon    | 137 3, 127, 123, 120, 108, 105, 103, 101         |
| John Higgins   | 136, 121                                         |
| Marco Fu       | 134 (2×), 130, 108, 101                          |
| Stuart Bingham | 134, 126, 120, 118, 115, 113, 110, 108, 104, 101 |

| Dominic Dale      | 132 6, 125, 103           |
| Mark Davis        | 131 4, 128, 118, 117, 103 |
| Matthew Stevens   | 131 4, 105                |
| Ronnie O’Sullivan | 128, 126, 101, 100        |
| Fergal O’Brien    | 127, 123, 111, 105        |
| Neil Robertson    | 123, 100                  |
| Liang Wenbo       | 112                       |
| Ben Woollaston    | 101                       |
| Ryan Day          | 100                       |